# アグスタウェストランド AW101
アグスタウェストランド AW101
最新のマーリン HC.4
- 用途：掃海・輸送/対潜哨戒
- 分類：汎用ヘリコプター
- 設計者：EHインダストリーズ（アグスタ、ウェストランド）
- 製造者：EHインダストリーズ（アグスタ、ウェストランド）後に、アグスタウェストランド社
- 運用者：
  -  イギリス（海軍、空軍）
  -  日本（海上自衛隊）
  -  イタリア（空軍、海軍）他
- 初飛行：1987年10月9日
- 運用開始：2000年
- 運用状況：現役
- ユニットコスト：2,100万USドル（2009年）

アグスタウェストランド AW101（AgustaWestland AW101）は、イギリスのウエストランド社とイタリアのアグスタ社が共同開発した汎用ヘリコプターである。両社は2000年に合併し、現在はアグスタウェストランド社が販売と製造を請け負っている。
イギリスにおける愛称は、コチョウゲンボウを意味するマーリン（Merlin）。ポルトガルとデンマークでもこの愛称が採用されている。

## 年表
- 1977年

イギリス国防省はウエストランドでライセンス生産されていたシーキングに代わる新型対潜ヘリコプターの研究が開始された。この候補としてウエストランドはWG.34を提案した。一方、イタリアでもアグスタでライセンス生産されていたシーキングの代替機を構想しており、イギリス国防省が国際協同開発の可能性を考慮して委員会を設けた。
- 1979年

イギリス、イタリアの2か国で開発協定が締結された。
- 1980年

イギリス海軍とイタリア海軍の次期対潜哨戒ヘリコプターとして提案すべく、ウエストランド、アグスタ両社の出資によってEHインダストリーズ（EH Industries、EHI。ユーロ・ヘリコプター・インダストリー（Euro Helicopter Industries）とも）が設立された。
- 1981年

9機の試作機製造が発注された。EHIでは、WG.34という土台があったため開発は進んでいたが、イギリスとイタリアが望む能力を保持しつつ多用途で運用できる可能性が認められ、旅客輸送や兵員輸送能力を満たす大型汎用ヘリコプターの開発に軌道修正された。
- 1985年

パリ航空ショーではモックアップが公開された。
- 1987年

イギリスは、大型で汎用性の高いEH101（本機の旧名、EHI 01の誤表記がそのまま定着した）の採用を決定したため、海軍向け中型汎用ヘリNFH90の生産プログラムから脱退している。
- 10月9日

ウエストランドで製造された試作機が初飛行した。
- 11月26日

アグスタで製造された試作機も初飛行を行った。
- 1988年9月30日

民間向けの試作機が初飛行した。
- 1991年

イギリス海軍からの発注に始まり、日本の警視庁も航空隊に世界で最初の民間型EH101（グリフォン）を「おおぞら1号」として導入した。
- 2000年

ウエストランドとアグスタが合併してアグスタウェストランドとなる。
- 2004年

EHインダストリーズがアグスタウェストランドに吸収合併された。
- 2007年

EH101の名称はAW101と改められた。

## 設計
大量の機材と長大な航続距離を求めた結果、3発のエンジンと巨大な床下燃料タンクを搭載する大型機となったが、オプションのテールブーム及びメインローター折り畳み機構によって艦載ヘリコプターとしての運用を可能としている。またシーキングの後継機として開発されたため、機体の寸法・重量はシーキングに合わせて設計され、胴体は大型化しながらもメインローターも含めた全長はシーキングと同じ22m級に納まっている。
巨大な機内空間は左舷にステップ付きドア、右舷にスライド式カーゴドアを備え、民間輸送型で30人、軍用輸送型で兵員24人分の座席を備える。後部にランプ・ドアを装備することも可能であり、ランプ・ドア搭載機は後部胴体の形状が異なるため対潜型とは容易に識別できる。
5枚のメインローターはウエストランド社がリンクスで取り組んだBERPブレードを採用し、特徴的な外見を備えている。エンジンはイギリス向けの機体はロールス・ロイス/チュルボメカ RTM322を搭載するが、イタリア向けではゼネラル・エレクトリック T700-T6A1が搭載される。
対潜型は対潜魚雷の他、対艦ミサイルの搭載も可能である。輸送型は3,050kgまでの貨物を機内に搭載することができ、5,440kgまでの貨物を吊り下げ輸送することもできる。

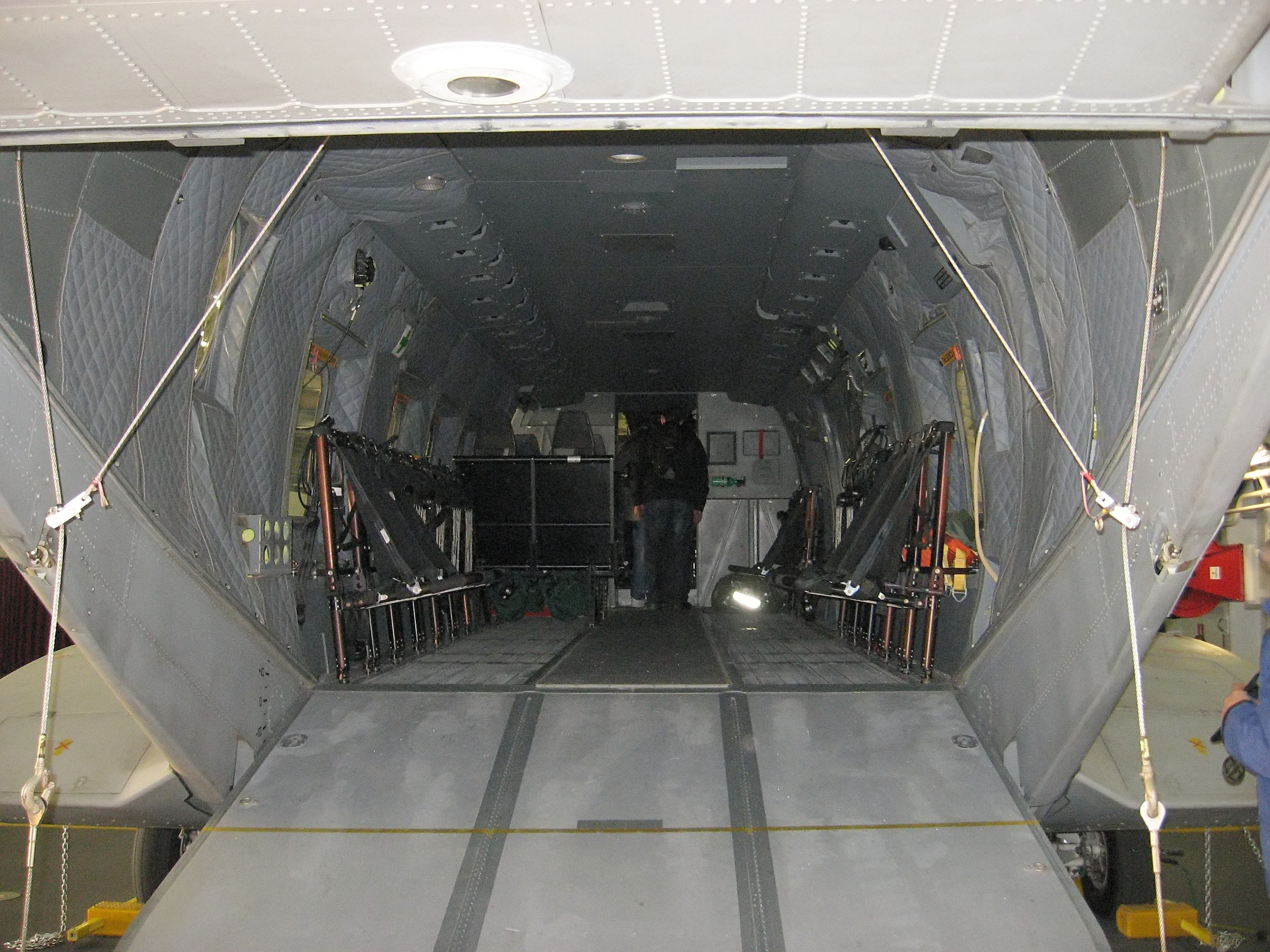
機内
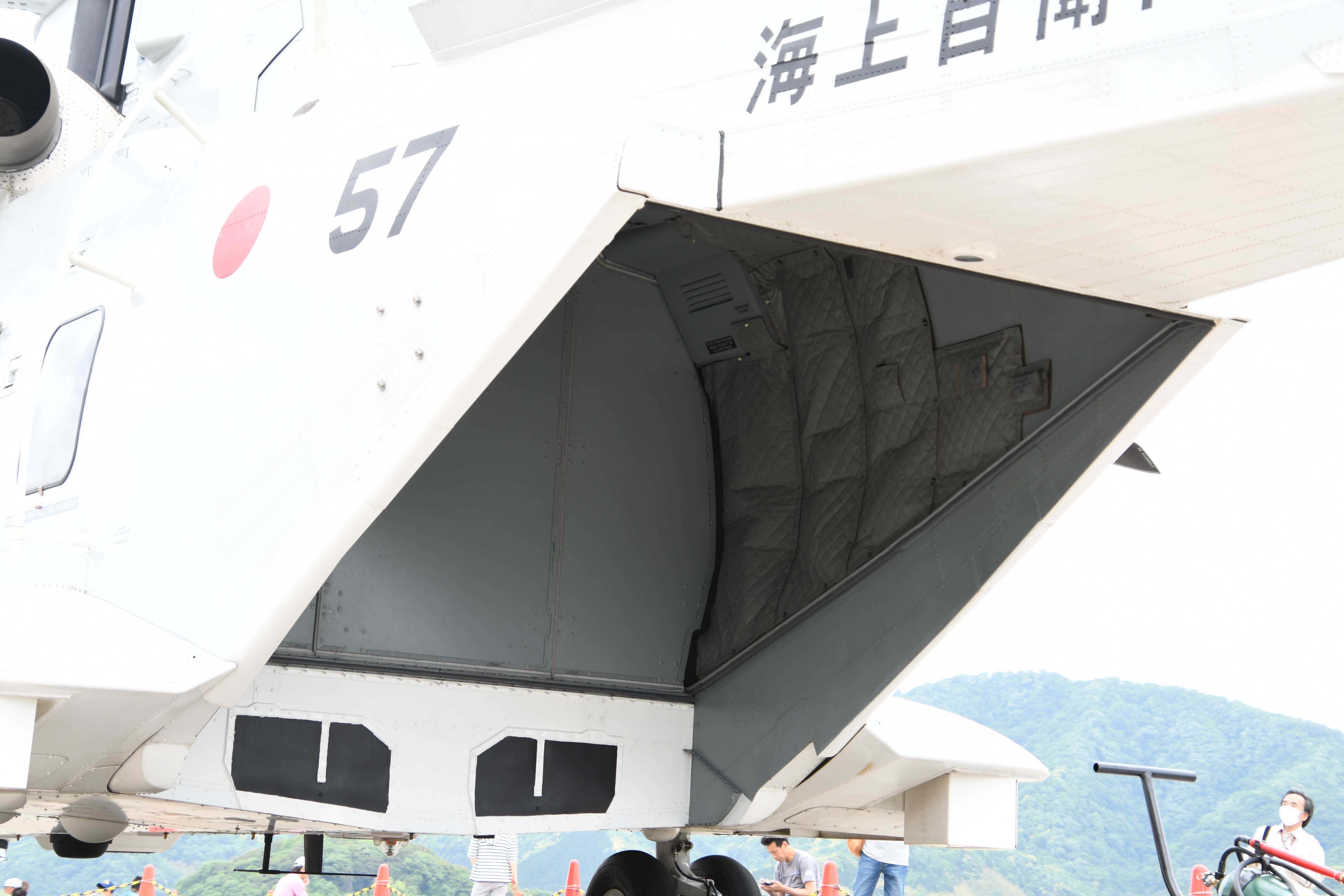
カーゴ・ランプ （画像はMCH-101）
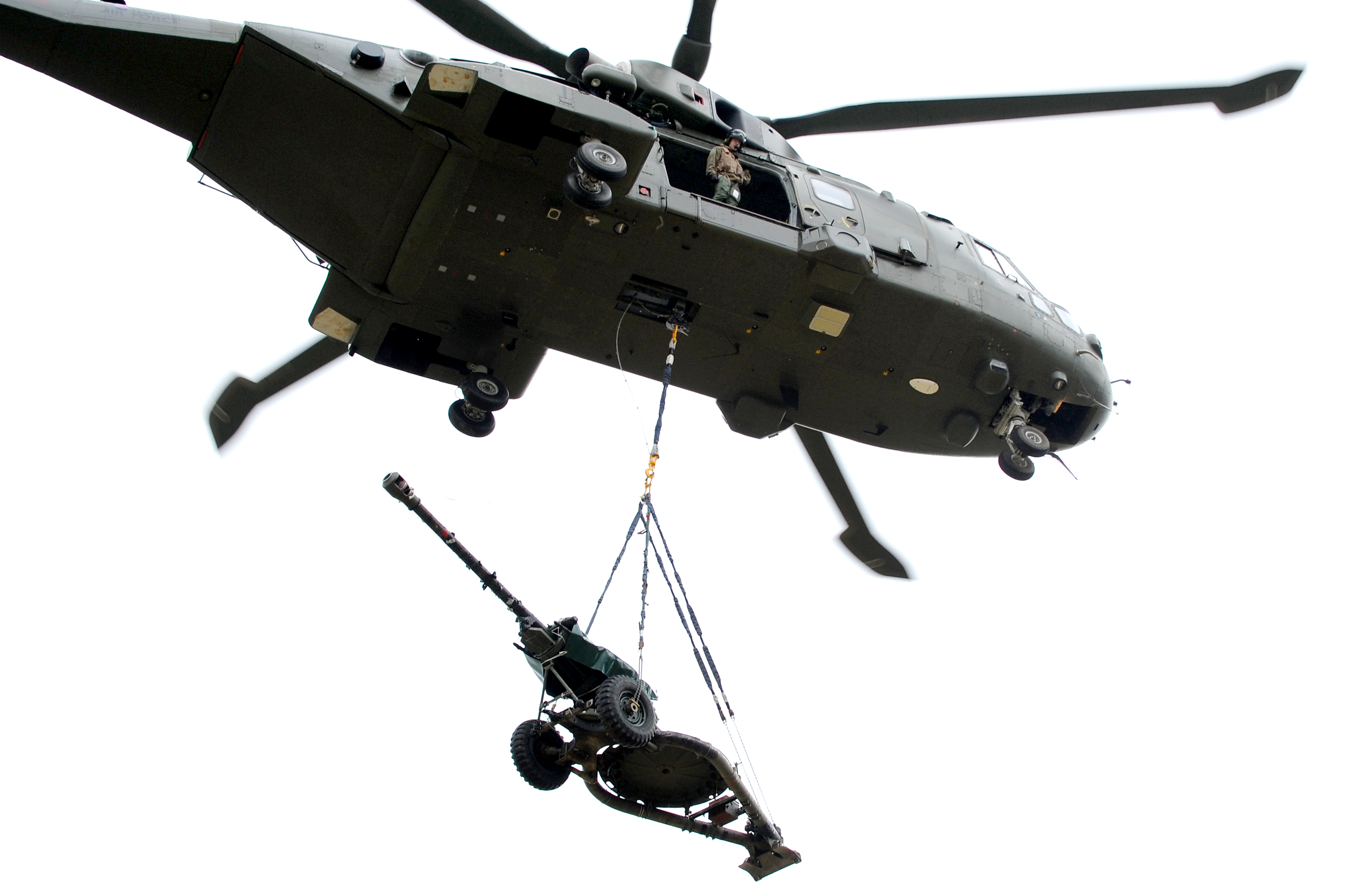
L118 105mm榴弾砲を吊り上げたマーリン HC.3

## 派生型

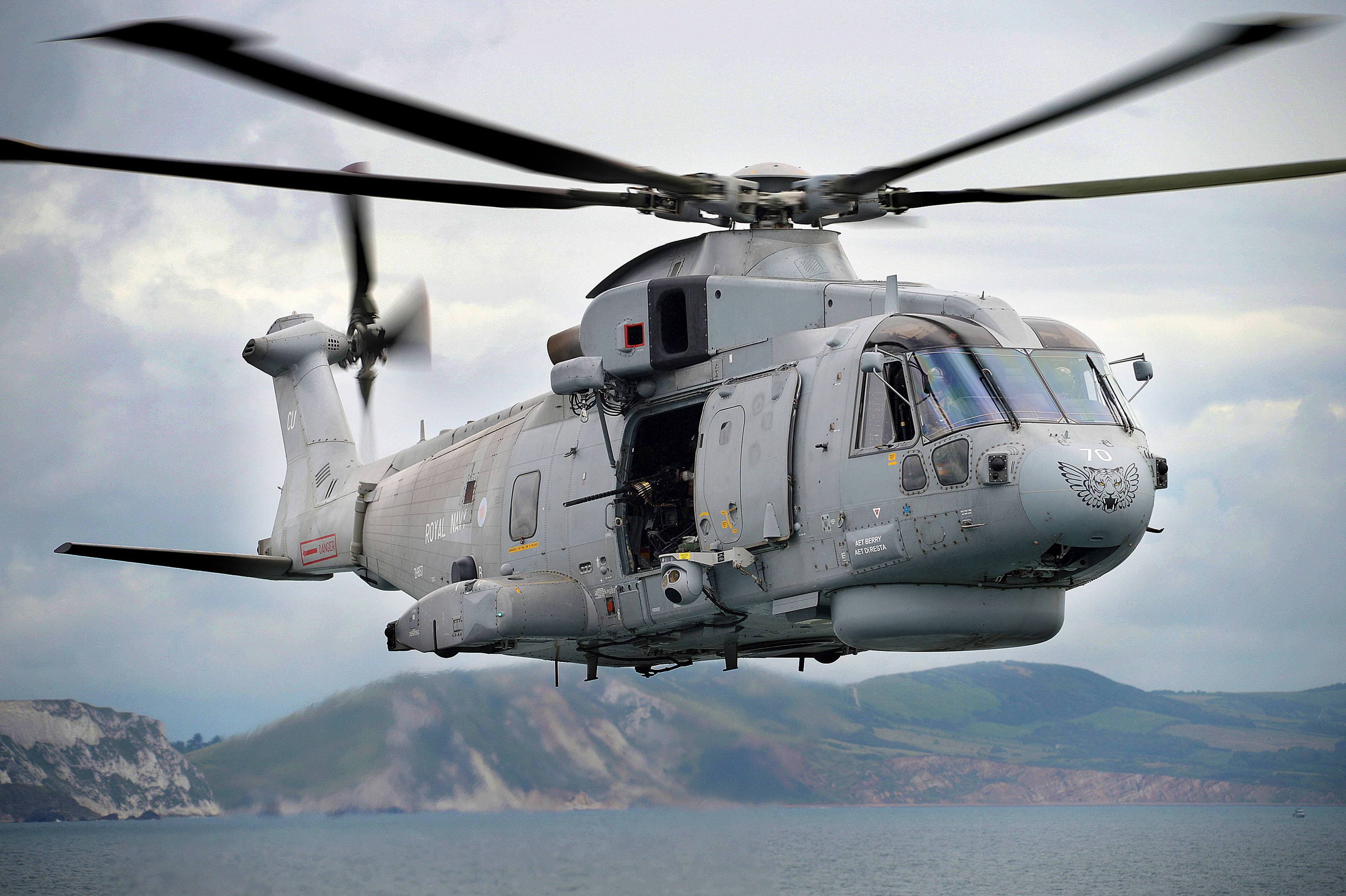
イギリス海軍のマーリンMk.1

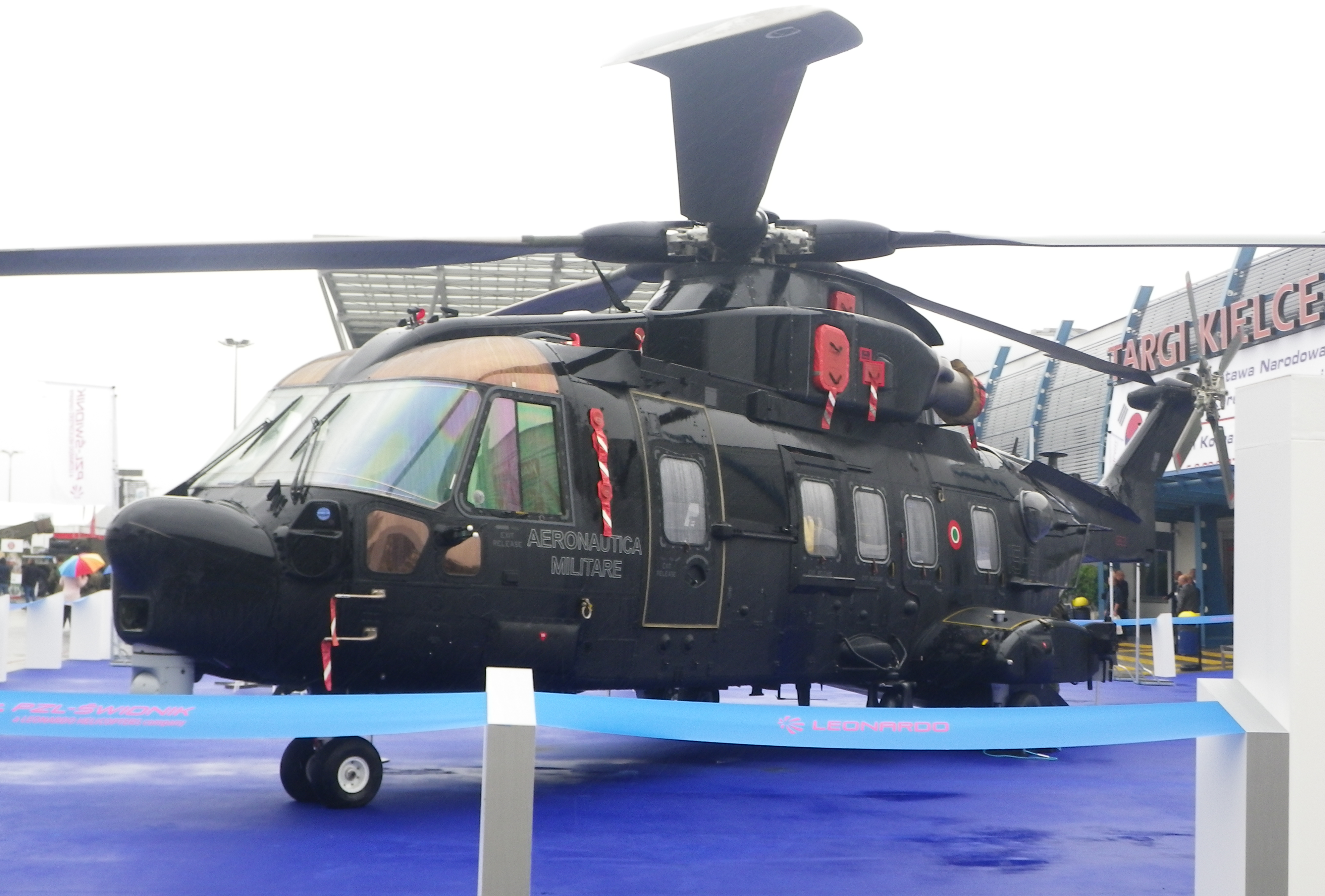
イタリア空軍のHH-101A
機体側面に自己防御システム等を装備している

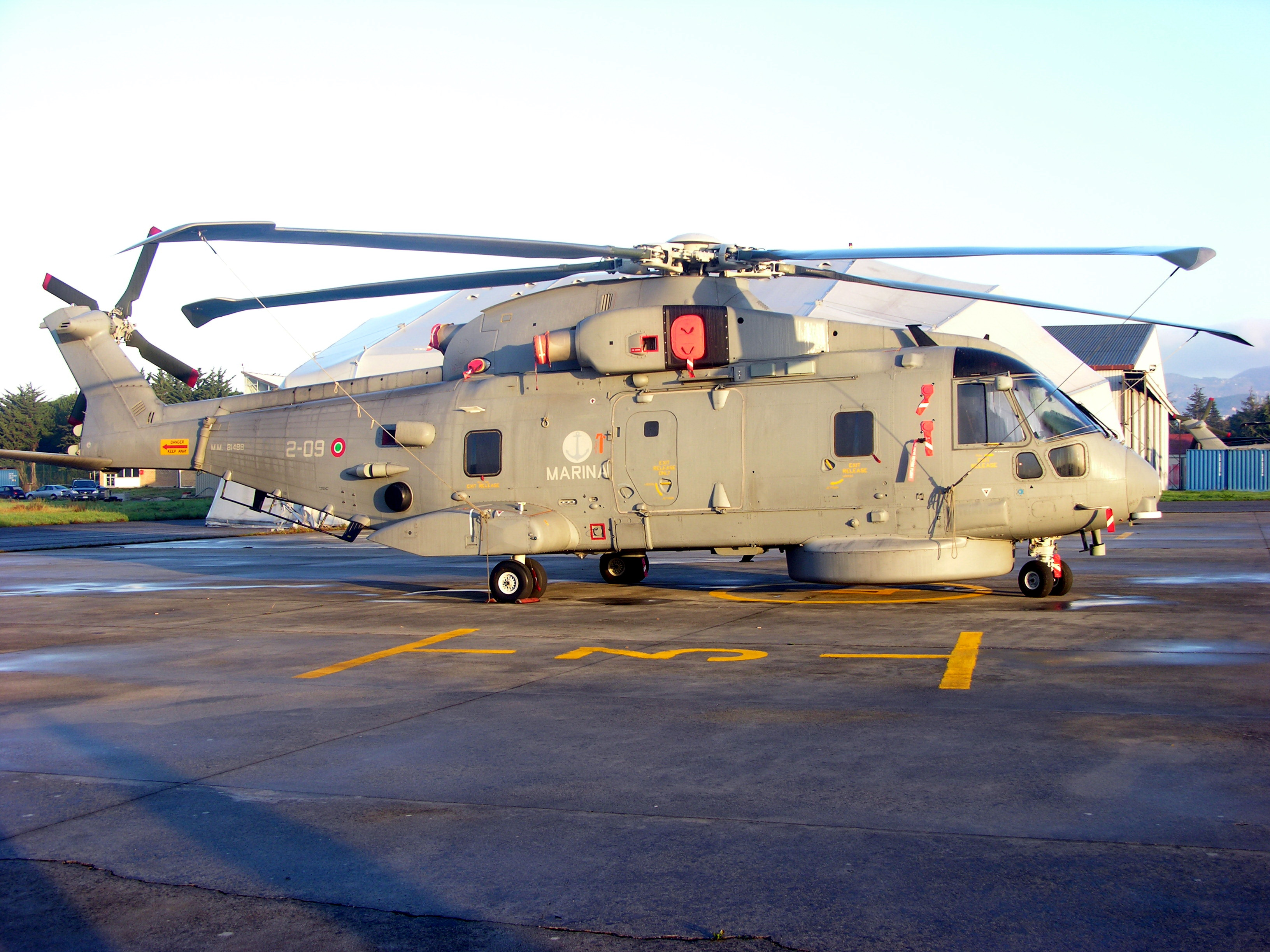
イタリア海軍のEH101 AEW
胴体下に大型のレドームを装備している

EH101
原型、民間販売用もこの名称。
マーリン MK.1
イギリス海軍向け対潜哨戒機。
マーリン MK.2
マーリン MK.1の電子機器を改良した型で2014年に就役した。
マーリン Mk.2 クロウズネスト
マーリン Mk.2に強力な対空監視レーダーを搭載した早期警戒機。シーキング ASaC.7の後継となる早期警戒型は早期警戒システム「クロウズネスト」を搭載し、2020年のIOC（初度作戦能力）獲得を目指し試験されていたが、2021年3月25日から正式に部隊での運用が始まった。対空監視レーダーを収めたバッグと呼ばれる黒いレドームが特徴でレーダー稼働時は胴体下面へ移動し高度2400mから警戒監視と航空管制を行う。
通常、英空母クイーン・エリザベス級航空母艦には3機が搭載される。
マーリン HC.3/HC.3A
イギリス空軍向け輸送型。
マーリン HC.4
最新型
EH101 ASW
イタリア海軍向け対潜哨戒機。現在の名称はSH-101A。
EH101 AEW
イタリア海軍向け早期警戒機。現在の名称はEH-101A。
先述したマーリン Mk.2 クロウズネストと異なり、
UH-101A
イタリア海軍向けの汎用輸送機。
HH-101A
イタリア空軍向けの戦闘捜索救難(CSAR)機。
CH-148 ペトレル
カナダ軍が発注した当初の名称。後に中止。
CH-149 コルモラント
カナダ空軍向け捜索救難機。

MCH-101
海上自衛隊の掃海・輸送用機。当初11機導入予定、後に10機に変更。2017年3月末現在10機納入済。
CH-101
日本の南極観測船（砕氷艦）「二代目しらせ」の艦載機。3機導入。2017年3月末現在3機納入済。
VH-71 ケストレル
アメリカ海兵隊の次期大統領専用機「マリーンワン」（旧名称US101）27機導入予定だったが、2009年6月に開発契約を破棄。

## 各国での採用

### イギリス

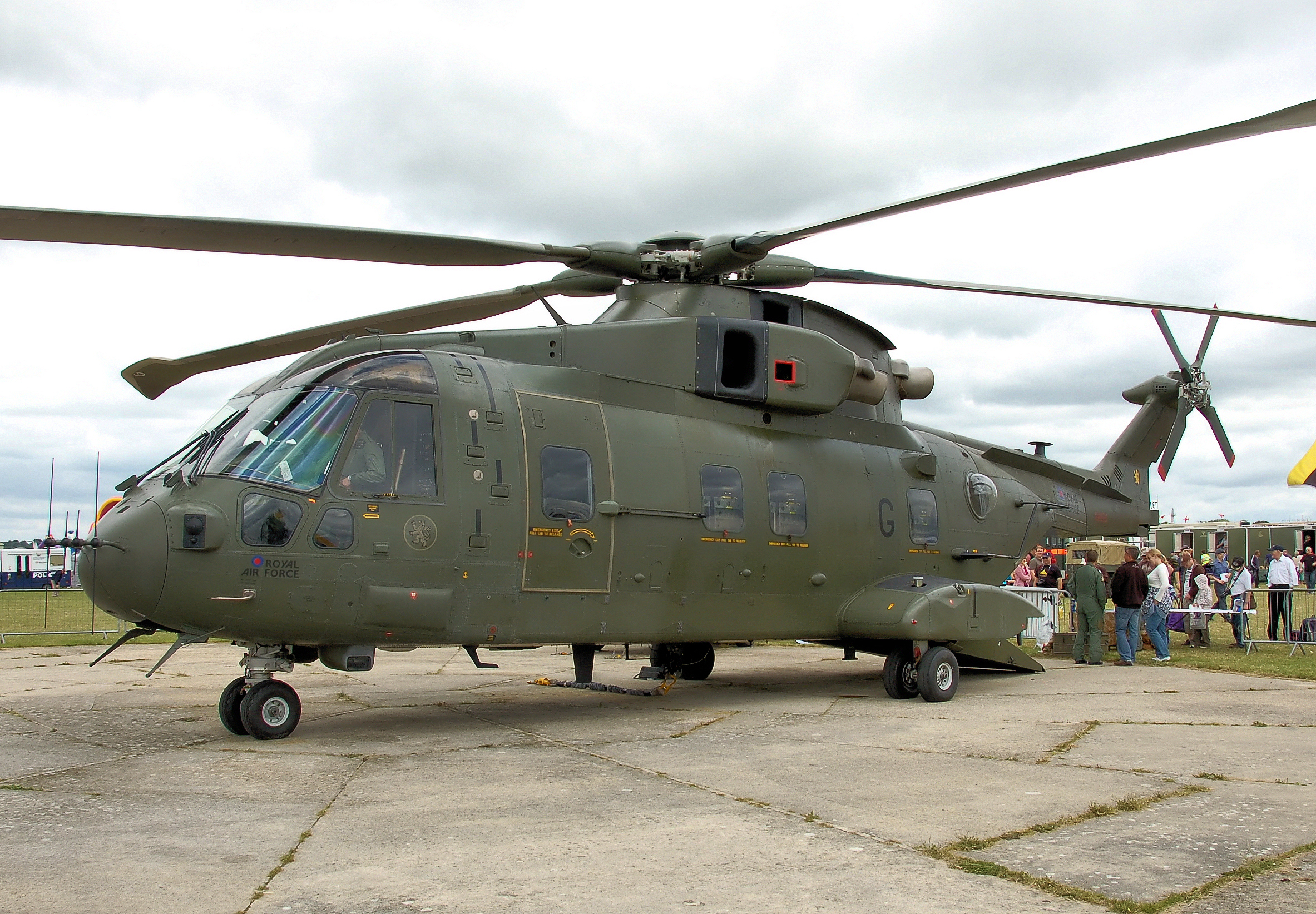
イギリス空軍のマーリン HC.3

哨戒ヘリコプターとしてイギリス海軍で44機が発注された。当初は、マーリン HAS.1と命名されたが、すぐマーリン HM.1（Merlin HM Mk.1）に変更された。1997年5月17日にイギリス海軍へ納入され、2000年6月2日に運用が開始された。コーンウォールのRNAS カルドローズに4個飛行隊が編成された。23型フリゲートやインヴィンシブル級軽空母を始め、イギリス海軍の艦艇で作戦行動に従事した。
2004年にテール・ローターの破損で事故を起こし、運用が中止された。その後、テール・ローターハブに製造欠陥が確認され、翌年に運用が再開された。カリブ海では、麻薬取締やハリケーンの救済活動を行い、テリック作戦（イラク戦争）に揚陸ヘリ空母「オーシャン」ともに参加した。
輸送機としてイギリス空軍も1995年に22機を発注した。マーリン HC.3と命名され、2001年1月に部隊編成が行われた。Mk.2との違いは、空中給油機構の装備、燃料タンクの拡張、複列車輪が採用されていることである。
HC.3の初任務は、平和安定化部隊の支援であった。その後、Mk.2同様にテリック作戦にも参加した。2007年にデンマークへ引き渡される予定であった6機を購入した。マーリン HC.3Aとして追加導入し、空軍参謀総長のグレン・トーピー大将はアフガニスタンやイラクでの運用を加速できると発言した。
2014年から空軍のマーリンは全機海軍のコマンドヘリコプター軍へと移管されている。同年からマーリンMk.1のうち30機が改修されマーリンMk.2とされた。

### 日本

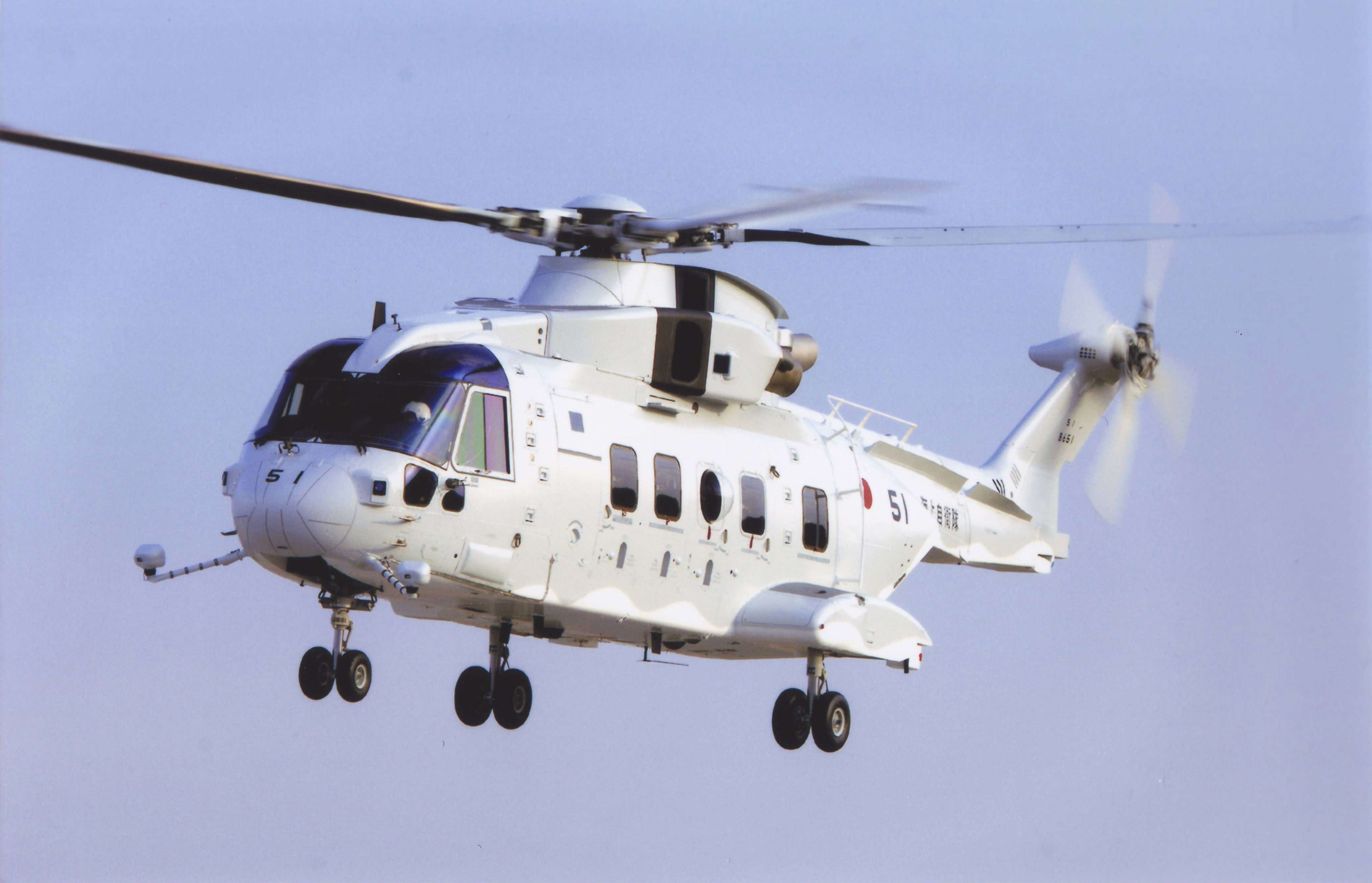
MCH-101掃海・輸送ヘリコプター

海上自衛隊では、AW101を掃海・輸送ヘリコプターMCH-101と呼称し、掃海機および輸送機として運用する。2025年3月末時点のMCH-101の保有機数は10機、機体単価は約73億円。
ローターと尾部に自動折り畳み機能を持ち、艦載機としての運用性を持たせている。また、自動飛行制御装置（AFCS）、能動制振装置（ACSR）といった電子機器を搭載しており、飛行性の向上と機体への負担を軽減している。2012年にはノースロップ・グラマンが開発したポッド式LIDAR装置である空中レーザー機雷探知システム（AN/AES-1 ALMDS）を導入すると発表された。ALMDSはアメリカ海軍ではMH-60Sで運用される予定で、低率初期生産が開始されたばかりである。
海上自衛隊では、MH-53E掃海ヘリコプターの減勢にともなう後継機として、護衛艦へ発着可能で掃海具の小型化に対応した新型ヘリコプターを必要とし、2003年（平成15年）予算で新掃海・輸送ヘリコプターとして初めて1機が取得された。MCH-101の初号機は完成品輸入として2006年（平成18年）に納入された。2号機は川崎重工業によりノックダウン生産、3号機以降はライセンス生産が行われる。2003年の防衛力整備では、MH-53Eの事故による損耗分を含めた11機の取得が必要だと予算要求された。MCH-101の最終的な調達数は10機で、2017年3月29日に最終号機が納入されたとされていたが、中期防衛力整備計画 (2019)期間中に1機を追加調達することとされ、2022年度（令和4年度）予算に計上された。さらに2023年度（令和5年度）予算に2機の追加調達予算が計上された。
MCH-101は平成16年度防衛白書において、ひゅうが型ヘリコプター護衛艦に輸送ヘリとして搭載、運用することが示唆されている。

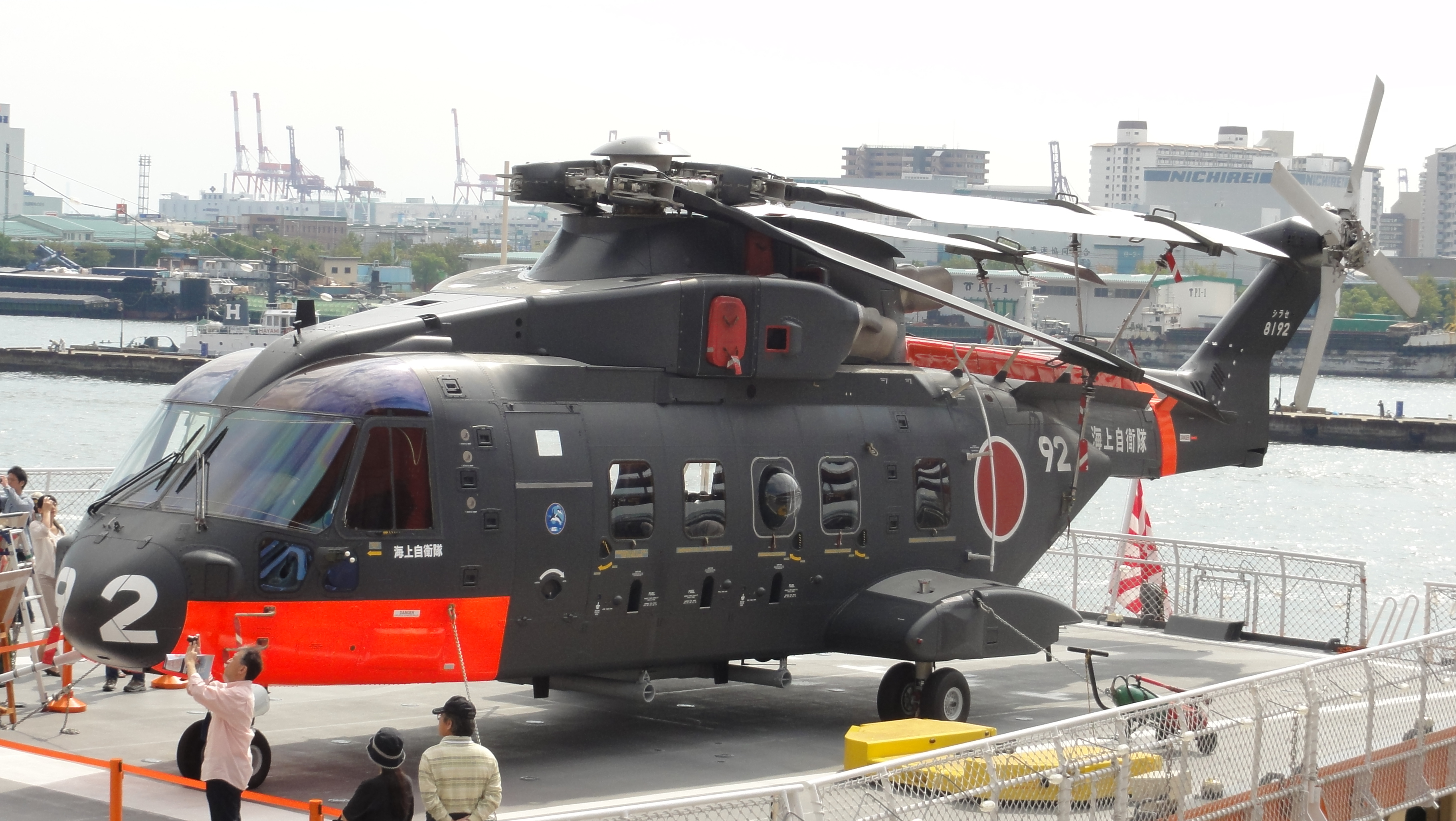
CH-101 二代目しらせ艦載機

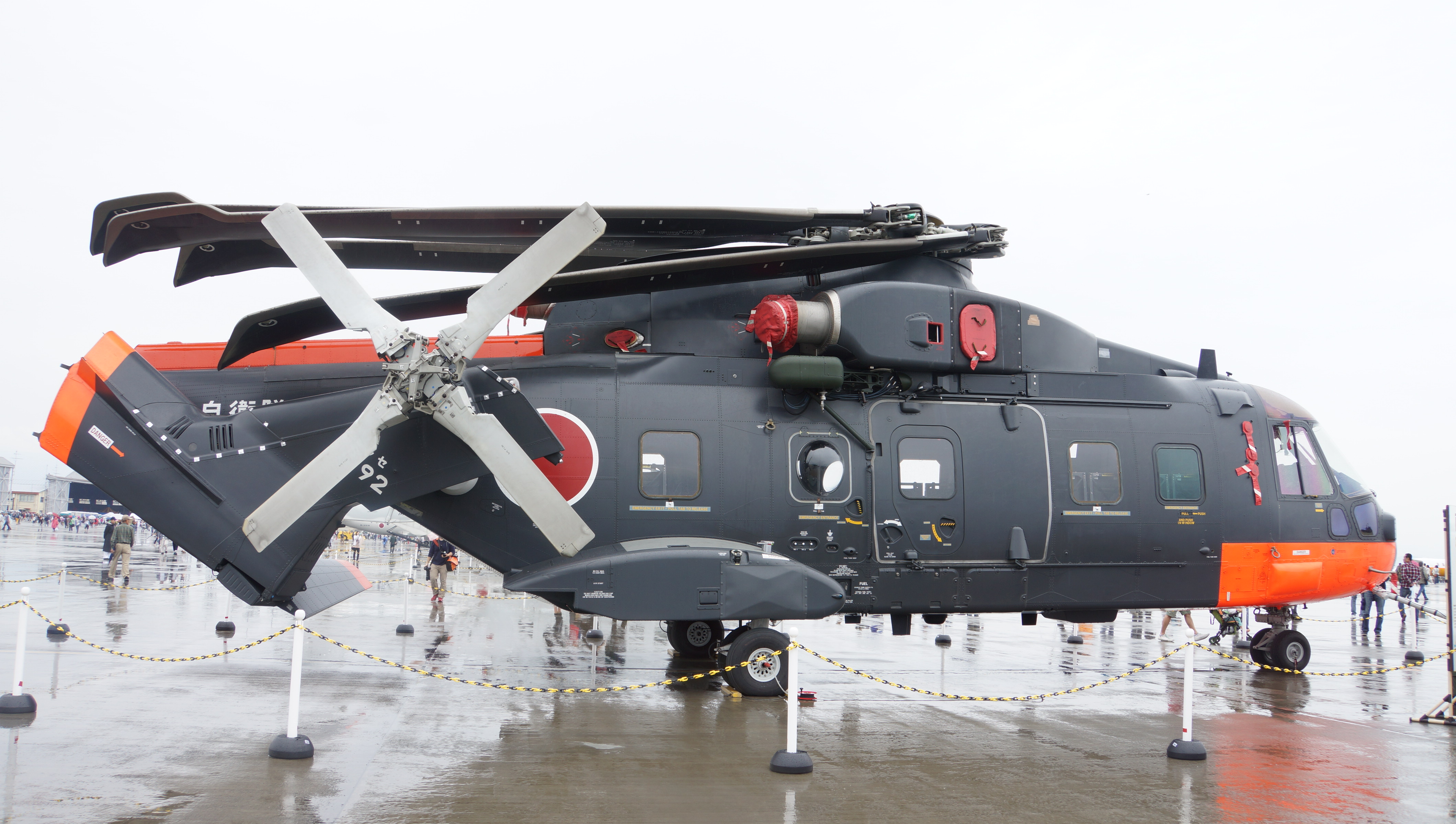
ローターと尾部を折り畳んだ状態

また、三代目南極観測船「初代しらせ」艦載機のS-61A-1の後継として、四代目南極観測船「二代目しらせ」用にCH-101が文部科学省予算で調達され、海上自衛隊によって運用されている。CH-101はその任務上極寒冷地対応とされており、所定の追加装備が施されているが、外観上の変化はわずかである。平成16年度と平成17年度に各1機、平成24年度補正予算で1機の計3機が調達された。
2007年5月にCH-101初号機がライセンス生産により川崎重工業から「しらせ飛行科」へ納入され、岩国基地の第111航空隊支援の下で試験と訓練を経て、2009年10月に「二代目しらせ」に搭載された。しらせ配備機は、効率的な航空機整備を考慮して今後も第31整備補給隊、第111航空隊の支援を受ける。
2017年8月17日14時20分頃、岩国基地でCH-101 1機(8193号機)がホバリング中にバランスを崩し横転したまま墜落した。事故で機体の一部が損傷したほか、乗員8人のうち4人が負傷した。機体は、岩国基地の飛行艇用スロープ地区でドラム缶の機外吊り下げ訓練中だった。同年9月22日海上自衛隊は事故原因は飛行中機体振動発生時の機長の処置判断不適切等の人的要因と推定し、器材上の要因ではなかったと発表。
| 予算計上年度         | 調達数 |
| -------------------- | ------ |
| 平成15年度（2003年） | 1機    |
| 平成16年度（2004年） | 1機    |
| 平成20年度（2008年） | 3機    |
| 平成23年度（2011年） | 2機    |
| 平成24年度（2012年） | 1+2機  |
| 令和4年度（2022年）  | 1機    |
| 令和5年度（2023年）  | 2機    |
| 合計                 | 13機   |

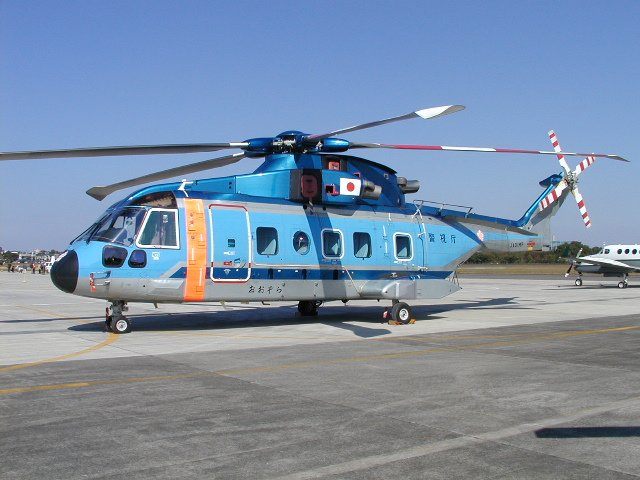
警視庁航空隊のEH101-510

警視庁では世界で最初の民間型EH101(機体番号:JA01MP)を1999年より導入、「おおぞら」の愛称で運用していたが航空の用に供さないとの理由で2018年6月に登録を抹消した。

### その他の運用国
アルジェリア
- アルジェリア空軍
- アルジェリア海軍

 イタリア
- イタリア空軍

イタリア空軍は2015年よりHH-101A CAESAR(シーザー)を運用。特殊作戦支援・捜索救難仕様に改装し、赤外線対策(LAIRCM)、直接接続ストレージ(DAS)、指向性赤外線対策(DIRCM)等の自己防御システムやM134ミニガン用マウント、空中給油プローブ、レーダー等を装備している。
- イタリア海軍

 インド
- インド空軍

 カナダ
- カナダ空軍（CH-149 コルモラント）

 デンマーク
- デンマーク空軍

 ポーランド
- ポーランド海軍 - 対潜哨戒兼戦闘捜索救難用として導入[27]。

 ポルトガル
- ポルトガル空軍

## 各仕様と装備品
- 早期警戒 AEW

全周監視レーダー、双方向データリンク、統合作戦システム
- 対潜哨戒 ASW/ASuW

ディッピングソナー、ソノブイ、統合作戦システム、魚雷等
- 捜索救難 SAR

自衛機材、防御火器
- 空中掃海 AMCM

掃海器具、AMCM
- 要人輸送 VIP

振動緩和システム、追加装備（厨房、トイレなど）
- 警察型

サーチライト、画像伝送装置、暗視装置

## 性能・主要諸元
出典: AW101 - DETAIL - Leonardo - Aerospace, Defence and Security　
- 主回転翼直径：18.6m
- 尾部回転翼直径：4.0m
- 胴体長：19.5m
- 胴体幅：4.6m（テールフィン除）
- 全長：22.83m（テールローター含、メインローター除）
- 全高：6.66m（テールローター含）
- 空虚重量：10.5t
- 有効積載量：5.443t
- 最大離陸重量：15.6t
- 発動機(民間用)：GE CT7-6A（2,000軸馬力（shp）ターボシャフト3基
- 発動機(軍用)：GE T700-T6A1（2,145軸馬力（shp）またはR&R/チュルボメカ RTM322（2,263軸馬力（shp）ターボシャフト3基
- 超過禁止速度：311km/h
- 巡航速度：278km/h=M0.23
- 乗員2名+乗客30
- ホバリングIGE : 3307m
- 航続距離 : 740km

## 登場作品
小説
『日本国召喚』
海上自衛隊のMCH-101が登場。クワ・トイネ公国から派遣された観戦武官を護衛艦「いずも」に輸送する。また、漫画版では海上に漂流する敵兵の救助にも使用される。
映画
『007 スカイフォール』
主人公ジェームズ・ボンドが搭乗するヘリコプターとして出演した。また、終盤では敵であるシルヴァが率いるテロリストグループの機体としても登場し、ボンドとMが待ち構える「スカイフォール」に対して攻撃を仕掛けるシルヴァ達や兵員の輸送を行う他、搭載した機関銃による支援攻撃も行っている。
しかし、最後はボンドによって爆破されたスカイフォールの破片がコクピットを直撃してしまったためにパイロットが操縦を誤ってしまい、そのままスカイフォールに突っ込んで爆発炎上した。